# Alba Mellado
Alba Mellado Martínez (Madrid, España; 18 de marzo de 1992) es una futbolista española que ocupa el puesto de delantera. Actualmente juega en Ultimate Mostoles, equipo de la Queens League.

## Trayectoria
En la temporada 2011-12 participó con el Rayo Vallecano en la Liga de Campeones Femenina de la UEFA. Durante su etapa en el Madrid CFF fue capitana en varias ocasiones, además de ocupar el puesto de entrenadora de los equipos infantiles. En agosto de 2020, amplió su contrato una temporada más, sin embargo, en enero de 2021 anunció su repentina salida después de haber permanecido siete temporadas en el club. Ese mismo mes se anunció su traslado al Santa Teresa. En agosto de 2021 fichó por el Levante Las Planas, equipo que militaba en aquel momento en Segunda División Femenina de España consiguiendo al terminar la temporada el ascenso a Primera División Femenina de España.
En mayo de 2023, se unió al XBuyer team, equipo femenino que participa en la Queen’s League. Fue ganadora del Visa MVP del primer split y luego fichó por Ultimate Mostoles para jugar la Queens Cup.

## Fútbol Playa
En fútbol playa, ha sido convocada por la selección española para jugar en la Euro Beach Soccer League. Con el Madrid CFF fue Campeona de la EuroWinners Cup de fútbol playa de 2021, anotando cuatro goles en la final y terminando como máxima goleadora del torneo con 14 goles.

## Clubes
| Club                         | País   | Año         |
| ---------------------------- | ------ | ----------- |
| Rayo Vallecano               | España | 2009 - 2012 |
| Pozuelo de Alarcón           | España | 2012 - 2014 |
| Madrid CFF                   | España | 2014 - 2021 |
| Santa Teresa                 | España | 2020 - 2021 |
| Levante Las Planas           | España | 2021 - 2023 |
| Real Club Deportivo Espanyol | España | 2023 - 2023 |

## Estadísticas
| Club                        | Div.                | Temporada           | Liga  | Liga  | Copa  | Copa  | Continental | Continental | Total | Total |
| Club                        | Div.                | Temporada           | Part. | Goles | Part. | Goles |             |             |       |       |
| --------------------------- | ------------------- | ------------------- | ----- | ----- | ----- | ----- | ----------- | ----------- | ----- | ----- |
| Rayo Vallecano · España     | 1.ª                 | 2011-12             | 12    | 10    | -     | -     | 5           | 1           | 17    | 1     |
| Rayo Vallecano · España     | Total               | Total               | 12    | 12    | -     | -     | 5           | 1           | 17    | 1     |
| Madrid CFF · España         | 1.ª                 | 2017-18             | 29    | 2     | -     | -     | -           | -           | 29    | 2     |
| Madrid CFF · España         | 1.ª                 | 2018-19             | 29    | 3     | 2     | 1     | -           | -           | 31    | 4     |
| Madrid CFF · España         | 1.ª                 | 2019-20             | 17    | 1     | 1     | -     | -           | -           | 18    | 1     |
| Madrid CFF · España         | 1.ª                 | 2020-21             | 4     | 0     | 1     | -     | -           | -           | 4     | 0     |
| Madrid CFF · España         | Total               | Total               | 79    | 6     | 4     | 1     | -           | 0           | 83    | 7     |
| Santa Teresa · España       | 1.ª                 | 2020-21             | 20    | 1     | -     | -     | 1           | 0           | 20    | 1     |
| Santa Teresa · España       | Total               | Total               | 20    | 1     | -     | -     | -           | 0           | 20    | 1     |
| Levante Las Planas · España | 2.ª                 | 2020-21             | 29    | 11    | 1     | 0     | -           | -           | 30    | 11    |
| Levante Las Planas · España | 1.ª                 | 2022-23             | 7     | 0     | 2     | 1     | 0           | 0           | 9     | 0     |
| Levante Las Planas · España | Total               | Total               | 36    | 11    | 3     | -     | -           | 0           | 39    | 11    |
| Total en su carrera         | Total en su carrera | Total en su carrera | 147   | 18    | 7     | 0     | 5           | 0           | 159   | 20    |